# The Wicker Man (2006)
The Wicker Man är en amerikansk skräckfilm från 2006 med Nicolas Cage i huvudrollen. Filmen regisserades av Neil LaBute, som även stod för manus, och är en nyinspelning av filmen Dödlig skörd (1973).

## Handling
Polisen Edward Malus får reda på av sin före detta fästmö Willow att hennes dotter, Rowan, är försvunnen. Edward hyr ett flygplan för att ta sig till den ö där Willow bor. Ön styrs av den mystiska Sister Summersisle.
Edward frågar runt i byn för att försöka ta reda på vad som hänt med Rowan, men ingen vill samarbeta. Så småningom kommer Edward en ockult sammansvärjning på spåren.

## Rollista
- Nicolas Cage - Edward Malus
- Ellen Burstyn - Sister Summersisle
- Kate Beahan - Sister Willow
- Leelee Sobieski - Sister Honey
- Frances Conroy - Dr. Moss
- Molly Parker - Sister Rose / Sister Thorn
- Diane Delano - Sister Beech

## Mottagande
Filmen fick mestadels negativ kritik. På Rotten Tomatoes har den 15% positiva recensioner. Filmen nominerades till fem Razzie Awards, inklusive sämsta film, sämsta nyinspelning, sämsta manus och sämsta skådespelare.. Filmen hade en budget på $40 miljoner och drog in drygt $23,6 miljoner i biljettintäkter i USA och ytterligare $15 miljoner internationellt.